# الصرة (الخليل)
الصرة قرية فلسطينية تتبع دورا في محافظة الخليل ، على بعد 15 كم من مدينة الخليل ، ويحدها من الشرق امريش ومن الشمال خرسا ومن الجنوب حدب العلقة ، وهي ترتفع 770 متر عن سطح البحر ، وبلغ عدد سكانها 2412 نسمة عام 2007 